# Dominique-Claude Barberie de Saint-Contest
Pour les articles homonymes, voir Barberie et Saint-Contest.
Dominique-Claude Barberie, marquis de Saint-Contest et de La Châteigneraie, est né en 1668 et mort le 22 juin 1730, est un diplomate et un homme d'État français.

## Biographie

### Intendant dans l'Est
Issu d’une ancienne famille normande qui avait contribué à maintenir la ville de Caen dans l’escarcelle de Louis XIII, en 1620, Dominique-Claude Barberie entra dans la magistrature dès 1687, en devenant conseiller au Châtelet de Paris. Conseiller au Parlement deux ans plus tard, il obtint la charge anoblissante de maître des requêtes ordinaire de l’Hôtel-de-Ville en 1696.
Dès lors, intendant de Metz et des Trois-évêchés (1700), intendant de l’armée de Moselle (1705) puis de celle d’Allemagne (1708), il travailla avec les maréchaux de Villars et de Bezons.
Il participa en septembre 1714, au Congrès de Bade ou premier congrès de Rastadt où il était second plénipotentiaire. Il profitait ainsi du refus de La Houssaye, alors intendant de Strasbourg, à qui on avait primitivement proposé le poste. Ce dernier avait très habilement évité un conflit de préséance avec le comte du Luc, premier plénipotentiaire.
Même Saint-Simon, pourtant très critique envers les intendants, reconnaissait sa compétence.

### Au Conseil de la guerre
À l'avènement de la polysynodie (septembre 1715), le Régent le nomma au Conseil de la guerre. Il y était chargé des fournitures, de l'entretien des troupes et des étapes. Il passait un grand nombre de marchés.
Avec des membres du Conseil de finances (Baudry, Gaumont, Rouillé du Coudray, Lefèvre d'Ormesson, Le Peletier de La Houssaye, Fagon), du Conseil du dedans (Roujault), et Le Blanc, Barberie de Saint-Contest est un des organisateurs de l'opération du visa de décembre 1715-janvier 1716, qui consiste à vérifier les dettes de l'Etat, dans le but avoué de les réduire.
Mais il quitta le Conseil de la guerre rapidement, en novembre 1716, parce qu'il était nommé conseiller d'Etat semestre, en remplacement de d’Aguesseau. Au Conseil de la guerre, Le Blanc hérita de ses attributions, ce qui en fit le conseiller le plus puissant.

### Au Conseil d'État
C’est surtout dans l’affaire des princes légitimés de France que Saint-Contest forgea sa réputation. Il gagna ainsi la confiance du Régent grâce à son habileté et sa prudence. Ainsi, le 1er juillet 1717 fut-il chargé de lire en plein conseil ministériel les conclusions favorables aux princes légitimés (Duc du Maine et Comte de Toulouse) mais qui furent néanmoins privés de succession à la couronne. Par la suite, il prit part à la notification du duc Léopold comme altesse royale, à l’issue de négociations entamées dès 1716 entre la France et la Lorraine et qui débouchèrent sur le traité du 21 janvier 1718.
Nommé conseiller au conseil du commerce le 30 novembre 1720, puis plénipotentiaire auprès des États généraux des Provinces-Unies (avec le comte de Morville), Dominique-Claude Barberie fut envoyé par le comte de Rottenburg comme ambassadeur extraordinaire au congrès de Cambrai, où, selon Saint-Simon, « il y eut plus à faire pour les cuisiniers que pour les maîtres » (aucune décision ne fut prise).
Désormais conseiller d’État ordinaire (1724), il entra au sein du conseil après la clôture du congrès.

« Il avait de la capacité et de l’esprit, infiniment de liant, et, sous un extérieur lourd, épais, grossier, simple, beaucoup de finesse et d’adresse, une oreille qui entendait à demi-mot, un désir de plaire au-dessus de tout, qui ne laissait rien au régent. [...] Saint-Contest était fort de mes amis ; son père et son grand-père maternel, doyen du parlement, avaient toujours été fort attachés à mon père. »

### Mariage et descendance
Dominique-Claude Barberie épousera, le 2 janvier 1700, Anne-Françoise Le Maître de Bellejame, « de cette ancienne et illustre magistrature de Paris, et sœur de la mère d’Ormesson et de la femme du procureur général sur lequel Saint-Contest porta aussitôt ses désirs ».. Ils eurent deux fils :
- Henri-Louis Barberie de Saint-Contest, conseiller au parlement de Paris, intendant à Limoges en 1743[10] puis en Champagne (23 nov. 1650-1764).
- François-Dominique Barberie de Saint-Contest, intendant et diplomate officiera comme secrétaire d’État aux affaires étrangères.

Monsieur de Saint-Contest avait été (comme son fils François-Dominique), membre du Club de l'Entresol, fondé par l’abbé Alary, où l’on discutait politique et économie.

## Portrait de Dominique-Claude Barberie de Saint-Contest par Hyacinthe Rigaud
On sait que le portrait de Dominique-Claude Barberie de Saint-Contest fut peint par Hyacinthe Rigaud en 1699 contre 140 livres ; somme correspondant à un buste à cette époque. Quatre copies en furent réalisées la même année pour un total de pour 280 livres dont deux furent commandées par le modèle. On sait également que c’est l’aide d’atelier, Andrien Le Prieur, qui en réalisa le vêtement.
Saint-Contest reviendra chez l’artiste en 1706 pour un second portrait, payé 150 livres, dont deux copies seront réalisées : l’une la même année par Delaunay, l’autre deux ans plus tard par le même apprenti.